# Jasna Odorčić
Jasna Odorčić (Osijek, 29. lipnja 1961.) je hrvatska televizijska i kazališna glumica.

## Životopis
Od najranijeg djetinjstva boravila u teatru, a na "daske koje život znače" prvi puta stala 1968. god. igrajući Heidi u istoimenoj predstavi Johanne Spyri u Dječjem kazalištu u Osijeku. Od tada igra u mnogim amaterskim predstavama školskih dramskih grupa. U Osijeku pohađa osnovnu i srednju školu. Upisuje Akademiju za kazalište, film i televiziju 1979. god. Za vrijeme studija sudjeluje u brojnim predstavama HNK Osijek, igra u predstavama izvan kuće, uprizoruje nekoliko monodrama. U matičnoj kući, čiji je član od završetka studija, igra mnoge uloge i surađuje s nizom eminentnih redatelja.
Osim kazališnog rada, bavi se i pedagoškim radeći s djecom i mladima u školskim i studentskim dramskim radionicama. Voditelj dramskih grupa u 2 osnovne škole - OŠ Jagoda Truhelka Osijek, OŠ Bilje, Bilje. Vanjski profesor scenskog izraza i lutkarstva na ETF Osijek 2 akademske godine. Također, snimala je audio materijale za fonoteku slijepih. 2009. godine seli u Zagreb, gdje i danas živi.

## Filmografija

### Televizijske uloge
- "Sjene prošlosti" kao Luce (2024.)
- "Dar mar" kao Ankica Maher (2020.)
- "Drugo ime ljubavi" kao prodavačica (2019.)
- "Prava žena" kao žena na groblju (2016.)
- "Tajne" kao sutkinja (2014.)
- "Počivali u miru" kao Katja Car (2013. – 2017.)
- "Najbolje godine" kao Zlata Žunić (2009. – 2011.)
- "Nova u Dragošju" kao Zlata Žunić (2010.)
- "Lov u mutnom" (TV pilot) kao Punica (2010.)
- "Zakon ljubavi" kao Alma Sach Nardelli (2008.)
- "Zauvijek susjedi" kao sutkinja (2008.)
- "Dobre namjere" kao sutkinja (2008.)
- "Zabranjena ljubav" kao Mirela Šibonić/Matilda Kušan (2006.; 2007.)

### Filmske uloge
- "Adriatische geschichten – Briefe aus Rovinj" kao Die Ärztin/liječnica (2011.)

### Kazališne uloge
- "Macbeth" (William Shakespeare) kao Vještica (1980.) HNK Osijek
- "Tebi, moja Dolores" (monodrama) (Saša Božović) (1980.)
- "Slike žalosnih doživljaja" (Leskovar) kao Julka Kromberg/Kruškovčanke  (1981.) HNK Osijek
- "Okovani" (monodrama) (B. Krivokapić) (1982.)
- "Sokol ga nije volio" (F. Šovagović) kao Reza (1983.) HNK Osijek
- "Dom Bernarde Albe" (Lorca) kao Amelia (1984.) HNK Osijek
- "Kako ubiti ženu i zašto" (Antonio Amurri) (1985.) STUC
- "Put u raj" (Miroslav Krleža) kao Klotilda/Madam Primarius (1985.) HNK Osijek
- "Esekerski zaljubljenici" (Goldoni-Kekanović) kao Agneza (1986.) HNK Osijek
- "Priče iz bečke šume" (Ödön von Horváth) kao Helena (1986.) HNK Osijek
- "Večeras improviziramo" (Pirandello) kao Dorina (1987.) HNK Osijek
- "U logoru" (Miroslav Krleža) kao dama/bolničarka (1987.) HNK Osijek
- "I majka Marija je majka" (monodrama) (Z. Odorčić) (1989.)
- "Buba u uhu" (Feydo) kao Eugene (1990.) HNK Osijek
- "Hamlet" (William Shakespeare) kao Ofelia (1990.) HNK Osijek
- "Pustolov pred vratima" (Milan Begović) kao plava gospođa (1991.) HNK Osijek
- "Koraci" (Samuel Becket) kao May (1992.) HNK Osijek
- "Dobrodošli u rat" (Davor Špšić) kao Filip (1992.) HNK Osijek
- "Povratak" (Tucić) kao Jela (1992.) HNK Osijek
- "Crkveni miš" (Vujčić) kao Unmo C  (1992.) HNK Osijek
- "Tena" (Josip Kozarac) kao žena (1992.) HNK Osijek
- "Kidaj od svoje žene" (Ray Cooney) kao izvjestitelj (1993.) HNK Osijek
- "Gospoda Glembajevi" (Miroslav Krleža) kao narator (1993.) HNK Osijek
- "Pokvarenjak" (Ray Cooney) kao Gladys (1994.) HNK Osijek
- "Slavonska Judita" (nepoznati autor) kao Gamalier (1994.) HNK Osijek
- "Bljesak zlatnog zuba" (M. Matišić) kao gazdarica Hilda (1994.) HNK Osijek
- "Zlatousti" (Stjepan Tomaš) kao suđenica (1995.) HNK Osijek
- "Kako ubiti ženu i zašto" (Antonio Amurri) kao Žena (1995.)
- "Adam i Eva – Hrvatska rapsodija" (Miroslav Krleža) kao opatica, mati krastave djevojčice (1996.) HNK Osijek
- "Pravac nebo" (Ödön von Horváth) kao nebeska bolničarka (1997.) HNK Osijek
- "Bećarac" (Bourek – Ivić) kao bogatuša  (1998.) HNK Osijek
- "Inoče" (Joza Ivakić) kao snaša Ivka (1999.) HNK Osijek
- "Tango drugi put" (V. Stojsavljević) Marija (2000.) HNK Osijek
- "Jedan dan istine" (Patrljić) kao Biba (2001.) HNK Osijek
- "Kažiprst" (Branislav Vujčić) kao Lola (2002.) HNK Osijek
- "Kraljevo" (Miroslav Krleža) kao mamica (2002.) HNK Osijek
- "Kod Julke" (monodrama) (slavonski autori) kao Julka (2003.)
- "Idiot" (Dostojevski) kao Varja (2003.) HNK Osijek
- "Teštamenat" (Pero Budak) kao rođakinja (2003.) HNK Osijek
- "Bez trećega" (Milan Begović) kao Giga Barićeva (2004.) HNK Osijek
- "Macbeth" (William Shakespeare) kao vještica (2004.) HNK Osijek
- "Cyrano De Bergerac" (Rostand) kao građanka (2005.) HNK Osijek
- "Sam čovjek" (Kozarčanin) kao Salerio (2005.) HNK Osijek
- "Žamor oko scene" (Frayn) kao Belinda Blair (2007.) HNK Osijek
- "Heda Gabler" (Henric Ibsen) kao gospođica Tesman (2007.) HNK Osijek
- "Slavonska rapsodija" (B. Mihaljević) kao izbornica (2008.) HNK Osijek
- "Zastave, barjaci, stjegovi" (M. Međimorec) kao Eleonora Emerički (2008.) HNK Osijek
- "Apartman" (Simon) kao Nirma (2009.) HNK Osijek
- "Leda" (Miroslav Krleža) kao Bobočka (2010.) HNK Osijek
- "Vedri duh" (Coward) kao Elvira (2011.) HNK Osijek
- "Mletački trgovac" (William Shakespeare) kao dvorkinja (2012.) HNK Osijek - premijerna izvedba 27. siječnja 2012.
- "Unterstadt" (Ivana Šojat-Kuči/Z. Sviben) kao Mama Richter (2012.) HNK Osijek - premijerna izvedba 29. lipnja 2012.
- "Cijena sreće" (Emir Hadžihafizbegović) kao Vesna Rotim  (2013.) HNK Osijek
- "Zeusove ljubavnice" (Ana Tonković Dolenčić) kao Hera (2013.) HNK Osijek
- "Ana Karenjina" (Lav Nikolajevič Tolstoj) kao Grofica Lidija Ivanovna (2014.) HNK Osijek
- "Bez trećega" (Milan Begović) kao Giga Barićeva (2014.) Menorah film, Zagreb

### Sinkronizacija
- "Sofija Prva" kao Madam Ne'ašfrke (2013.)
- "Super špijunke" kao gđa. Lewis (2013.)
- "Victorious" kao Carol (2012.)
- "Moj mali poni: Prijateljstvo je čarolija" kao Applejack (Novi medij, HRT)
- "Lijeni grad" kao Trixie i Bessie Nametljivac

## Vanjske poveznice
- Jasna Odorčić u internetskoj bazi filmova IMDb-u (engl.)
- Stranica na HNK-osijek.hr  Arhivirana inačica izvorne stranice od 12. lipnja 2007. (Wayback Machine)